# Douglas Ainslie
Grant Duff Douglas Ainslie (1865-1948) fue un poeta, traductor, crítico y diplomático escocés. Colaborador del Yellow Book, conoció y trabó amistad con Oscar Wilde a los veintiún años, cuando todavía era un estudiante en Oxford. También se le asocia con otras figuras destacadas tales como Aubrey Beardsley o Walter Pater. Fue el primer traductor de la obra del filósofo italiano Benedetto Croce hacia el inglés y también dio diversas conferencias sobre Hegel.